# ヴィッラファッレット
ヴィッラファッレット（伊: Villafalletto）は、イタリア共和国ピエモンテ州クーネオ県にある、人口約2,900人の基礎自治体（コムーネ）。

## 地理

### 位置・広がり
| 隣接するコムーネは以下の通り。 - ブスカ - チェンタッロ - コスティリオーレ・サルッツォ - フォッサーノ - サヴィリアーノ - タランタスカ - ヴェルツオーロ - ヴォッティニャスコ |

#### 地震分類
イタリアの地震リスク階級 (it) では、3 に分類される
。

## 行政

### 分離集落
ヴィッラファッレットには、以下の分離集落（フラツィオーネ）がある。
- Gerbola, Monsola, Termine

## 姉妹都市
- トッレマッジョーレ、イタリア 2009年